# Evan Williams (tenor)

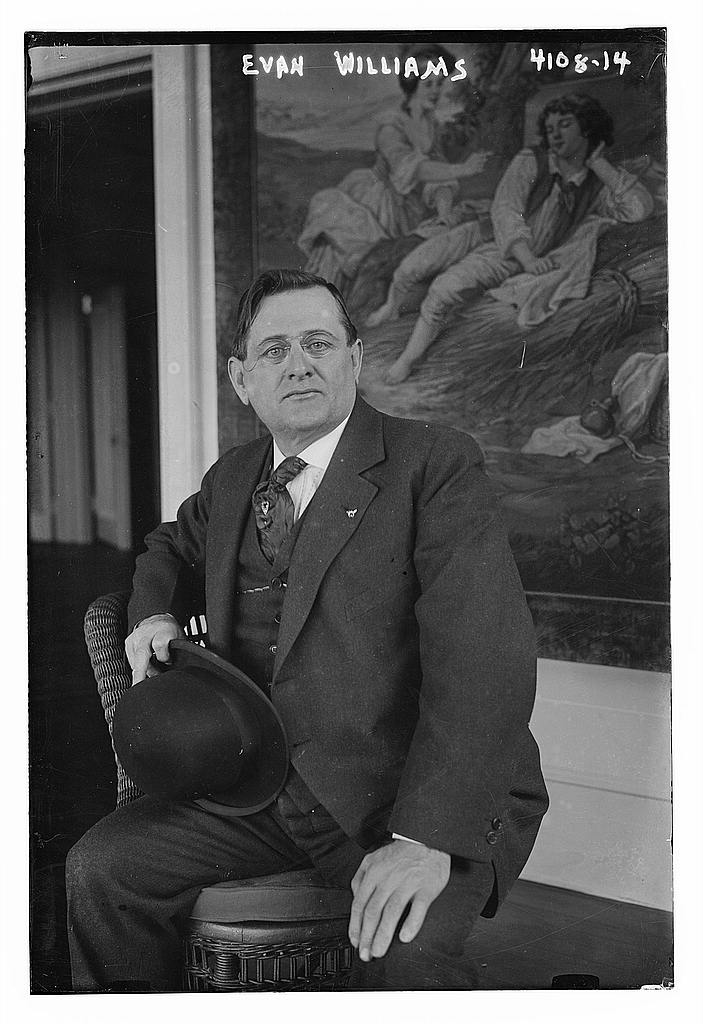
Harry Evan Williams 1917

Harry Evan Williams (7 de septiembre de 1867 minerales Ridge, New York - 24 de mayo de 1918, Akron, Ohio) fue un tenor con una hermosa y tierna voz excepcional. Ha grabado casi un centenar de registros-RPM 78 en la discográfica "Victor Red Seal" en los Estados Unidos y en His Masters Voice (HMV) en Inglaterra. Williams dio más de 1000 actuaciones y recitales durante sus 25 años de carrera profesional en Inglaterra y los Estados Unidos. Williams fue elogiado por los críticos más alto por sus interpretaciones de Haendel.

## Primeros años
Evan Williams era el hijo de David Williams y Harris Gwendolyn. Sus padres eran unos inmigrantes recientes y pobres galéses de Pembrokeshire, Gales. Se casaron en 1876 en el condado de Trumbull, Ohio. Cuando Evan tenía 3 años, su madre murió al dar a luz, y fue enviado a vivir con parientes en Thomastown, una comunidad minera de inmigrantes galeses cerca de Akron, Ohio.

## Carrera musical
Mientras trabajaba en su juventud en las minas de carbón en el área de Akron, fue descubierta la calidad de su voz cuando estaba cantando en un coro de la iglesia local. Así empezó a dar clases de canto con la señora Louise Von Feilitsch en Cleveland. Comenzó a subir a la fama como cantante cuando participó en un coro galés en Galion, Ohio, en 1891. En 1894 se estaba realizando en Londres y comenzó a dividir su carrera entre estos dos países Reino Unido y Estados Unidos. En este momento de su carrera, fue contratado para ser el solista de la Marble Collegiate Church en la ciudad de Nueva York. En 1896 dio su primera actuación en el conocido Festival de Música de Worcester , en Worcester, Massachusetts. En 1907 regresó a Estados Unidos donde pasó el resto de su carrera artística, cantando como tenor solista de diversas corales y en conciertos por todo el país. Su carrera discográfica con Victor Red Seal fue muy exitosa.
Williams fue un gran referente en las sociedad, música y eventos, entre ellos el Club de Orfeo de Springfield, Massachusetts, desde la década de 1890 hasta su muerte en 1918.
Evan Williams realizó en la Casa Blanca una cena de Estado ofrecida por el presidente y la Sra. Presidente a William Howard Taft en 1910. Taft, también de Ohaio, introdujo a Williams en las altas esferas políticas de EE. UU. El senador y la señora Charles WF Dick de Akron, cuya hija era Graciela Amelia se casó con el hijo de Williams, Edgar Morgan en 1917 solamente, 7 años más tarde de conocer a los Tafts.

## Familia
Evan Williams se casó el 18 de octubre de 1888 con Margarita Jane Morgan en Thomastown, Ohio. Ella también era hija de inmigrantes.
Evan y Margarita tuvieron cuatro hijos:
- Vernon (1889-1945) fue también un maestro tenor y voz.
- Edgar (1892-1963) fue un abogado.
- Evan H. Jr (1899-1954) se convirtió en un periodista.
- Gwendolyn (1909-1972).

H. Evan Williams tuvo cinco nietos, dos de los cuales-Adriana Williams Bowman de Great Falls, Virginia, y Edgar Morgan Williams Jr de Cambridge, Maryland vivieron hasta el 2010. También tiene 13 bisnietos.